# Кводе, Расмус Кристиан
Расмус Кристиан Кводе (дат. Rasmus Christian Quaade; род. 7 января 1990, в  Вальбю, Копенгаген, Дания)  — датский профессиональный шоссейный и трековый велогонщик. Бронзовый призёр в командной гонке преследования на летних Олимпийских играх 2016 года. Двукратный чемпион Дании в индивидуальной гонке (2011, 2014).

## Достижения

### Шоссе
2009
2-й Чемпионат Дании — Индивидуальная гонка U23
3-й  Чемпионат Европы — Индивидуальная гонка U23
4-й - Chrono Champenois
9-й Чемпионат мира — Индивидуальная гонка U23
2010
1-й  Чемпион Дании — Индивидуальная гонка U23
1-й - Chrono Champenois
2011
1-й  Чемпион Дании — Индивидуальная гонка
1-й  Чемпион Дании — Индивидуальная гонка U23
2-й  Чемпионат мира — Индивидуальная гонка U23
2-й - Chrono Champenois
2012
1-й  Чемпион Европы — Индивидуальная гонка U23
1-й  Чемпион Дании — Индивидуальная гонка U23
3-й - Chrono Champenois
5-й Чемпионат мира — Индивидуальная гонка U23
2013
2-й Чемпионат Дании — Индивидуальная гонка
4-й - Chrono Champenois
6-й Чемпионат мира — Индивидуальная гонка
2014
1-й  Чемпион Дании — Индивидуальная гонка
1-й - Chrono Champenois
3-й - Giro del Friuli-Venezia Giulia — Генеральная классификация
2015
2-й Чемпионат Дании — Индивидуальная гонка
5-й Европейские игры — Индивидуальная гонка
5-й - Тур Пуату — Шаранты — Генеральная классификация
2016
9-й - Четыре дня Дюнкерка — Генеральная классификация
2017
3-й - Ronde de l'Oise — Генеральная классификация
1-й - Этап 3
3-й - Флеш дю Сюд — Генеральная классификация
7-й - Крейз Брейз Элит — Генеральная классификация
2018
1-й - Классик Луар-Атлантик
2-й - Тур Дании — Генеральная классификация
3-й Чемпионат Дании — Индивидуальная гонка
4-й - Париж — Аррас Тур — Генеральная классификация
8-й - Гран-при Сундвольдена
9-й Чемпионат Европы — Индивидуальная гонка

### Трек
2007
1-й  Чемпион Дании — Индивидуальная гонка преследования (юниоры)
2008
1-й  Чемпион Дании — Командная гонка преследования
2009
1-й  Чемпион Дании — Индивидуальная гонка преследования
2011
9-й Чемпионат мира — Командная гонка преследования
2012
5-й Летние Олимпийские игры — Командная гонка преследования
7-й Чемпионат мира — Командная гонка преследования
2013
3-й  Чемпионат мира — Командная гонка преследования
7-й Чемпионат мира — Индивидуальная гонка преследования
2014
2-й  Чемпионат мира — Командная гонка преследования
2015
3-й  Чемпионат мира — Командная гонка преследования
2016
3-й  Летние Олимпийские игры — Командная гонка преследования
3-й  Чемпионат мира — Командная гонка преследования
2017
1-й  Чемпион Дании — Командная гонка преследования (вместе с Каспером фон Фольсахом, Каспером Педерсеном, Миккелем Бьергом)